# Església de Sant Esteve de Palautordera
L'Sant Esteve de Palautordera és una església parroquial al municipi de Sant Esteve de Palautordera (Vallès Oriental) inclosa en l'Inventari del Patrimoni Arquitectònic de Catalunya.

## Arquitectura
Edifici religiós de paredat i amb palets. A les parets exteriors del nord i sud hi ha restes d'arcuacions cegues que, sens dubte, juntament amb la paret on es troben, són restes de l'església del segle XI-XII. Té una portada del segle xvi amb raïms de columnes molt estilitzades i fust prim. El campanar té un sol cos, és quadrangular, molt massís, de gran superfície i poca alçada. Està coronat per merlets de maó i una piràmide quadrangular arrebossada amb ciment. S'alça damunt el creuer de l'església que es tanca amb quatre petxines que li serveixen de base. A l'interior solament hi ha una nau, el presbiteri i tres cossos. Originalment tenia tres absis, però ara solament n'hi ha un.

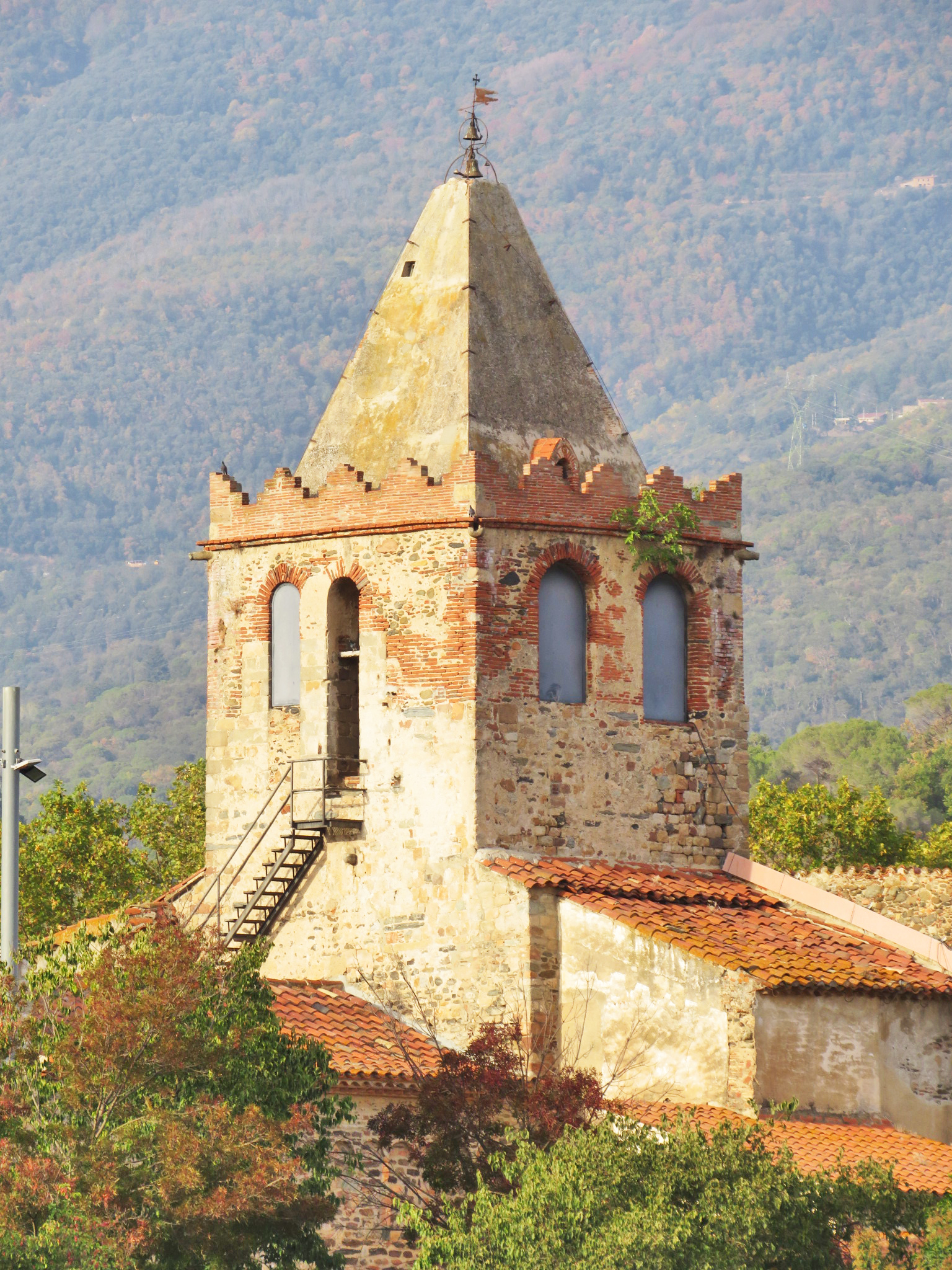
Campanar

La portada del segle xvi està decorada amb elements figuratius. En els capitells hi ha uns caps d'àngels amb llurs ales exteriors als dos costats. L'extradós es recolza en unes mènsules, una a cada costat. La de la dreta representa el cap de Sant Pere, la de l'esquerra el de Sant Pau. Sobre la clau hi ha un floró que serveix de coronament.
A la capella esquerra hi ha una fornícula amb la imatge de Nostra Senyora de Gràcia, d'estil plateresc, del segle xvi.

## Història
La primera referència de la parròquia de Sant Esteve apareix a la visita del 6 de desembre de 1305. Encara que la documentació és del 862, hi ha documents en aquesta època que parlen de l'església.
Per aquests documents se sap que el comte Sunyer II va vendre el lloc a Trasovad vers el 900 i aquest el 908 el va vendre a Guifré Borrell, comte de Barcelona, el qual el va cedir al cap de poc temps al monestir de Sant Cugat. A causa d'això, el domini de la parròquia fou sempre dels abats de Sant Cugat i, a partir de 1215, de l'administració de Sant Cugat, dita pabordia de Palau o de Palautordera. La parròquia era regida per dos domers o dos sacerdots que s'alternaven en el servei parroquial.